# Pepín Tre
José Luis Moreno Recuero, més conegut com a Pepín Tre (Madrid, 16 de desembre de 1948), és un compositor, productor, escriptor, guionista i humorista espanyol. És conegut pel seu humor a base del que ell diu "xarlataneria pop" i que consisteix a contar històries impossibles, amb gran nombre de paraules.
Les seves cançons contenen una certa crítica social, com a Todos beben, que critica les festes regionals on es torturen animals.

## Trajectòria
En els anys 1970 va escriure cançons per a altres artistes, com els cantants El Puma, Francisco i les cançons «Feria» i «El hombre de poligoma» pel grup Fórmula V o "Viviré" per Rosa María Lobo, amb la qual va representar Espanya en el Festival de la OTI de 1979. També va fer els seus primers passos en solitari amb un parell de senzills publicats sota el sobrenom de Gypsy.
Després de la seva experiència en Fórmula V, va participar breument en un duo amb el líder d'aquesta banda, Paco Pastor, que va tenir per nom Don Francisco y José Luis. El seu primer senzill va ser «Necesitas saber caer» / «Situación coyuntural» y poco después el LP, Don Francisco y José Luis, del qual s'extrauria un senzill «El tren del amor» / «Entre los pliegues de una manta», en el qual s'inclou un tema censurat i fins i tot prohibit anomenat «Sexocarril», aquí reconvertit en «El hombre lobo». Les vendes no són bones i la gent es decep en veure que no és una altra Fórmula V, sinó un tipus de pop reivindicatiu i acústic. El duo es dissol en menys d'un any.
En els anys 1980 viatja a Mèxic on compondrà per a Víctor Yturbe “El Pirulí”, Vikki Carr i Los Llanos.
A la seva volta a Madrid a la fi dels anys 1980 fundarà els grups Cirrosis i Al Fondo Hay Sitio.
Als anys 1990 adopta el nom de Pepín Tre i dona principi als seus espectacles originals, començant per l'anomenat Viva el coyote.
A la fi dels anys 1990 va treballar al cinema, component la banda sonora per a la pel·lícula ¡Oh, cielos! i apareix com a actor a Año mariano. També va treballar ocasionalment amb els còmics Tricicle.
En 1999 crea la discogràfica 18 Chulos amb els artistes Santiago Segura, El Gran Wyoming, Pablo Carbonell, Javier Krahe i Faemino A principis dels anys 2000 aquesta discogràfica es diversifica, entra en el món de l'organització d'esdeveniments i passa a dir-se 18 Chulos Records & Events.
El 2003 participà en el disc 18 boleros chulos, on hi canta dues cançons: «Soy un nenúfar solitario», amb Carlos Faemino, i «Yellow Submarine» (versió del original de The Beatles).
Va col·laborar en el programa radiofònic La rosa de Los vientos d'Onda Cero quan el dirigia Juan Antonio Cebrián, en una secció d'humor titulada "Chispa y muelle".
Ha participat en diversos programes humorístics com Ilustres ignorantes i Late motiv. També sol actuar en diverses sales com la Sala Galileo Galilei de Madrid.